# 750
Раннє Середньовіччя. Триває чума Юстиніана. У Східній Римській імперії триває правління Костянтина V. Більшу частину території Італії займає Лангобардське королівство, деякі області належать Візантії. У Франкському королівстві формально править король Хільдерих III, але фактична влада належить Піпіну Короткому. Піренейський півострів, окрім Королівства Астурія, в руках маврів. В Англії триває період гептархії. Центр Аварського каганату лежить у Паннонії. Існують слов'янські держави: Карантанія та Перше Болгарське царство.
Омеядський халіфат припинив існування, до влади в арабському світі прийшла династія Аббасидів. У Китаї править династія Тан. В Індії почалося піднесення імперії Пала. У Японії триває період Нара. Хазарський каганат підпорядкував собі кочові народи на великій степовій території між Азовським морем та Аралом. Виник Уйгурський каганат.
На території лісостепової України в VIII столітті виділяють пеньківську й корчацьку археологічні культури. У VIII столітті тривало швидке розселення слов'ян. У Північному Причорномор'ї співіснують різні кочові племена, зокрема булгари, хозари, алани, авари, тюрки, кримські готи.

## Події
- У битві на Забі повстанці завдали важкої поразки Омеядам. Халіфа Марвана II убито в Єгипті, куди він утік. Абу-ль-Аббас ас-Саффах став першим халіфом із династії Аббасидів. Майже всіх представників династії Омеядів вирізано. Династія збереже своє правління тільки в Іспанії.
- Єгипетські копти підняли бунт проти високих податків.
- Гопала став першим правителем держави Пала в Бенгалі.
- У Гані сформувалася держава народу сонінке.
- Знищено місто Теотіуакан.